# Wkra (powiat ciechanowski)
Wkra – wieś w Polsce, położona w województwie mazowieckim, w powiecie ciechanowskim, w gminie Glinojeck, nad Wkrą.
| SIMC    | Nazwa   | Rodzaj    |
| ------- | ------- | --------- |
| 0114933 | Kolonia | część wsi |

W latach 1975–1998 miejscowość administracyjnie należała do województwa ciechanowskiego.
Wierni Kościoła rzymskokatolickiego należą do parafii św. Stanisława Biskupa Męczennika w Glinojecku.